# Tomáš Ouředníček
Tomáš Ouředníček (* 5 září 1969 Brno) je český automobilový závodník.

## Závodní kariéra
Jeho závodní kariéra začala v roce 2008, kdy se stal co-pilotem Miroslava Zapletala. Posádka tehdy dokončila první společný Rallye Dakar na 7. místě (3. místě v kategorii T1.1) a dále pokračovala vítězstvími v maďarském a českém šampionátu. Ani vážná nehoda během Rallye Dakar 2010 posádku nezastavila. Tým se dokázal v roce 2011 vrátit zpět ke světové elitě a umístil se ve FIA Světovém poháru na 4. pozici.
Po startu (a dojetí do cíle) v kategorii kamionů na Rallye Dakaru 2012 a krátké pauze v roce 2013 se Ouředníček rozhodl vrátit zpět v závodní sezoně 2014, ale tentokrát za volantem. Vybral si závodní speciál Hummer H3 EVO a ve FIA Mistrovství Středoevropské zóny s ním debutoval rovnou na 2. místě celkově. V roce 2016 závodil v týmu Buggyra Racing a jako pilot úspěšně dokončil Dakar 2016 (46. místo celkově, 22. místo T1.1).
Po dvou letech (a mnoha vítězných titulech v kategorii) se rozhodl k dalšímu kroku vpřed. Začátkem sezóny 2017 přesedlal do ex-továrního vozu Ford Ranger Dakar pod vlajkou globálního týmu South Racing.
Společně s novým navigátorem Davidem Křípalem vyhráli největší africký závod a třetí největší rally-raid na světě Morocco Desert Challenge 2017.
V sezóně 2017 posádka obsadila bronzovou příčku v kat. T1.1 v Mistrovství Maďarska. Ve FIA Světovém poháru Tomáš Ouředníček obsadil 15. místo ve Španělsku, 8. místo v Maďarsku a 15. místo (4. místo T1.1) v OiLibya rally du Maroc.
S navigátorem Davidem Křípalem úspěšně dokončil nejtěžší Rallye Dakar v historii - Dakar 2018 na 33. místě celkově a 18. místě v kategorii T1.1.
V roce 2018 tým také odstartoval v Africe. Při obhajobě vítězství z roku 2017 na Morocco Desert Challenge posádka Tomáš Ouředníček / David Křípal těsně před cílem první etapy havarovala ve vysoké rychlosti 180 km/h při nárazu do neoznačené díry. Posádka přežila jako zázrakem bez vážného zranění. Ford Ranger byl zcela zničen.
Na Rallye Dakaru 2019 posádka startovala v týmu MP Sports Martina Prokopa s vozem Ford F-150 Raptor a dosáhla 17. místa celkově a 8. místa ve své kategorii T1.1.
Po ročním úsilí se týmu podařilo na jaře 2019 znovu postavit původní vůz Ford Ranger Dakar a odstartovat a úspěšně dokončit druhý nejtěžší závod světa Morocco Desert Challenge 2019.
Tým tak v roce 2019 úspěšně absolvoval dva největší závody světa.

## Dakar 2020
Nyní se Tomáš Ouředníček spolu s jeho navigátorem Davidem Křípalem chystají odstartovat na Dakaru 2020.